# Вавилон XX
«Вавилон XX» — советский художественный фильм режиссёра Ивана Миколайчука, романтическая притча по мотивам романа Василя Земляка «Лебединая стая». Снят на киностудии им. А. Довженко в 1979 году.
В списке ста лучших украинских фильмов по версии кинокритиков, составленном в 2021 году, фильм занимает 10-е место. Роль Миколайчука в фильме (Фабиан) упоминается среди ролей актёра, за которые он был посмертно удостоен Республиканской премии имени Т. Г. Шевченко (1988).

## Сюжет
Новая, послереволюционная жизнь входит в устоявшийся патриархальный быт украинского села Вавилон. Жители стоят между выбором — встать на сторону коммуны, образованной в бывшей барской усадьбе, или поддержать кулаков, взяв в руки оружие.
В этом противостоянии гибнет сельский философ Фабиан, пытавшийся силой убеждения предотвратить братоубийство. Он кинулся на помощь попавшим в руки бандитов коммунарам и был сражён пулей, предназначенной для стоявшей рядом с ним Мальвы.

## В ролях
- Иван Миколайчук — Фабиан
- Любовь Полищук — Мальва
- Лесь Сердюк — Данька Соколюк
- Ярослав Гаврилюк — Лукьян Соколюк
- Таисия Литвиненко — Прыська
- Борислав Брондуков — Явтушок Голый
- Людмила Чиншевая — Даринка
- Анатолий Хостикоев — Володя Яворский
- Иван Гаврилюк — Клим Синица, коммунар
- Виталий Розстальный — Рубан
- Константин Степанков — куркуль Бубела
- Ольга Матешко — Парфёна, жена Бубелы
- Владимир Волков — Раденький, один из братьев
- Валентин Грудинин — Раденький, один из братьев
- Раиса Недашковская — Рузя
- Борис Ивченко — Чернец
- Дмитрий Миргородский — муж Мальвы, чахоточный больной
- Варвара Маслюченко — мать Соколюков
- Геннадий Болотов — кулак
- Николай Шутько — Панько
- Борис Александров — кулак
- Константин Артёменко — кулак
- Владимир Бережницкий — кулак
- Степан Донец — кулак
- Михаил Крамар — толстяк
- Виктор Панченко — крестьянин
- Фёдор Стригун — Савка Чибис
- Владимир Шакало — Македонский, милиционер
- Иван Голубов — кулак

В эпизодах: Н. Горобец, Людмила Кузьмина, В. Черкес, Николай Боклан, Константин Степанков (младший) (нет в титрах).

## Съёмочная группа
- Сценарий: Василь Земляк, Иван Миколайчук
- Режиссёр-постановщик: Иван Миколайчук
- Оператор-постановщик: Юрий Гармаш
- Художник-постановщик: Анатолий Мамонтов
- Режиссёр: Ярослав Ланчак
- Операторы: А. Рязанцев, Ю. Юровский
- Монтажёр: Наталья Акаёмова
- Редактор: Татьяна Ковтун
- Звукооператор: Татьяна Бондарчук
- Художник по костюмам: Алла Сапанович
- Художник-гримёр: Галина Тышлек
- Музыкальное оформление Ивана Миколайчука
- Народные мелодии — в исполнении троистых музык, поёт Николай Сулак
- Оператор комбинированных съёмок: Николай Шабаев
- Художник-декоратор: В. Бескровный
- Художник-фотограф: Г. Горский
- Мастер по свету: В. Надточий
- Директора картины: Галина Сердюк, Владимир Смертюк

## Награды
- 1979 — Главный приз кинофестиваля «Молодость» (Киев)
- 1980 — ВКФ в Душанбе: Приз за лучшую режиссуру — Ивану Миколайчуку